# 塞什
塞什（法語：Seyches，法語發音：[sɛʃ]）是法国洛特-加龙省的一个市镇，属于马尔芒德区。

## 地理
塞什（44°32'59"N, 0°18'18"E）面积24.69 平方千米，位于法国新阿基坦大区洛特-加龍省，该省份为法国西南部内陆省份，北起多爾多涅省，西接吉倫特省和朗德省，南至热尔省，东临塔恩-加龙省和洛特省。
与塞什接壤的市镇（或旧市镇、城区）包括：佩里耶尔、埃斯卡斯福尔、拉沙佩勒、吉耶讷地区米拉蒙、蒙蒂尼亚克-图皮讷里、皮米克朗、维拉泽伊。

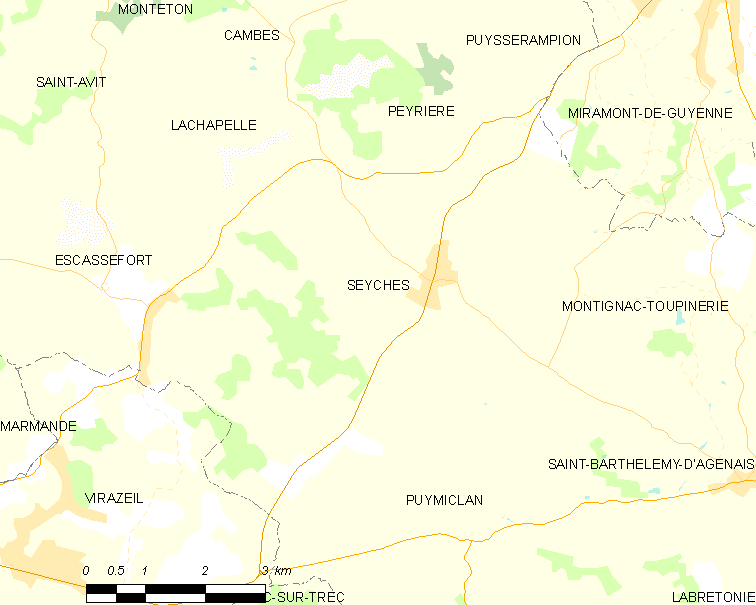
塞什的OSM定位图

塞什的时区为UTC+01:00、UTC+02:00（夏令时）。

## 行政
塞什的邮政编码为47350，INSEE市镇编码为47301。

## 政治
塞什所属的省级选区为吉耶讷山丘县。

## 人口

1962-2008年间塞什人口变化图示

塞什于2022年1月1日时的人口数量为1057人。